# 213 дорог
«213 дорог» — дебютный альбом группы «Город 312». Выпущен в 2005 году.
В записи принимал участие барабанщик Игорь Джавад-Заде («Zемфира», «Наутилус Помпилиус», «А-Студио»). Название «213 дорог» представляет собой написание названия группы «Город 312» наоборот. Однако одноимённая песня в альбом не вошла.
Пластинка была распродана небольшим тиражом и больше не тиражируется. Группа предпочитает не включать альбом в собственную дискографию.

## Список композиций
| №   | Название                               | Длительность |
| --- | -------------------------------------- | ------------ |
| 1.  | «Небо в алмазах»                       | 3:30         |
| 2.  | «Весна»                                | 2:54         |
| 3.  | «Останусь»                             | 3:43         |
| 4.  | «Тайна»                                | 3:28         |
| 5.  | «Пружина»                              | 2:57         |
| 6.  | «Береги себя»                          | 3:59         |
| 7.  | «Место под солнцем»                    | 3:18         |
| 8.  | «Вне зоны доступа»                     | 3:26         |
| 9.  | «Автокатастрофа»                       | 3:45         |
| 10. | «Амигос»                               | 3:47         |
| 11. | «Гипноз»                               | 3:35         |
| 12. | «Группа риска»                         | 3:04         |
| 13. | «Останусь 2» (инструментальная версия) | 3:41         |
| 14. | «Сокол» (бонус-трек)                   | 4:44         |
| 15. | «Территория» (бонус-трек)              | 3:01         |